# Lorenzo I Suárez de Figueroa
Lorenzo I Suárez de Figueroa (Écija, c.1344-Alhambra, Ciudad Real u Ocaña, 1409) fue un señor de la Torre de Monturque y trigésimo séptimo Maestre de la Orden de Santiago, además de ser el primer miembro del linaje vinculado a la Baja Extremadura.

## Familia
El linaje Figueroa era originalmente de Galicia.  Varios miembros de la familia participaron en la reconquista y repoblación de Andalucía occidental. Tal fue el caso de Ramón Pérez de Figueroa, fallecido en la batalla de Alarcos, (1195) y de su nieto, Fernán Ruiz de Figueroa, que jugó un papel importante en la toma de Écija en 1240 acompañando al rey Fernando el Santo.
El padre del maestre fue Gómez Suárez de Figueroa, un segundón que llegó a ser comendador mayor de León de la orden santiaguista y que estuvo junto al rey Alfonso XI de Castilla en la batalla del Salado (1340). Apoyó la causa petrista y murió en la batalla de Araviana, librada en 1359 contra las tropas aragonesas del rey Pedro el Ceremonioso. Antes de morir, se le había prometido el maestrazgo de la Orden de Santiago. La madre de Lorenzo fue Teresa López de Córdoba, señora de la Torre de Monturque (fallecida después de 1395), hija de Lope Álvarez de Córdoba y de Mencía Arias. 
Aunque algunos genealogistas afirman que el maestre nació en Abegondo, cerca de Betanzos en Galicia, otros sostienen que es más probable que haya nacido en Écija, en 1344 o 1345.

## Vida

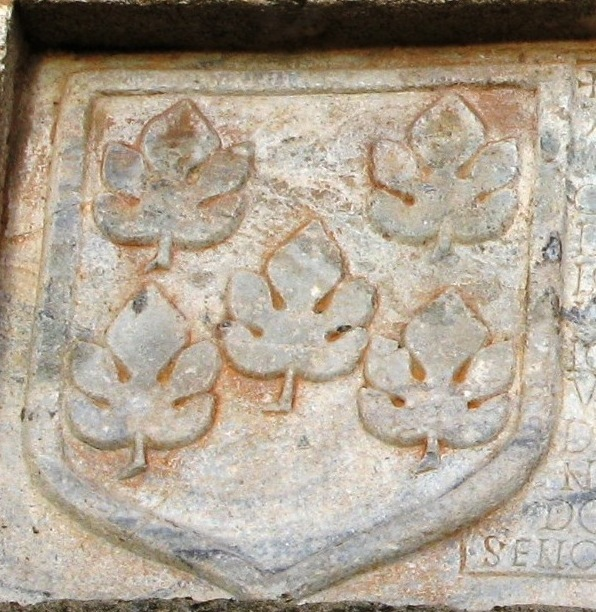
Armas de la casa de Feria

Figura clave en el ascenso y enriquecimiento de su linaje, poco a poco se fue labrando un puesto relevante dentro de la orden de Santiago: comendador de las encomiendas de Lobón, Mérida y comendador mayor de León, como su padre. El 28 de octubre de 1387, en la ciudad de Mérida, fue elegido maestre de la Orden de Santiago, uno de los puestos más importantes del Reino de Castilla. 
A pesar del apoyo de su padre al bando del rey Pedro, fue uno de los representantes de la llamada «nobleza de servicio» de la nueva dinastía Trastámara. Se distinguió como uno de los defensores de la frontera extremeña contra los portugueses y fue agraciado con muchas mercedes regias.  Consiguió bula del Papa Clemente VII para dejar la mitad de los bienes ganados durante su liderazgo a su hijo primogénito Gómez, siendo el primer maestre de la orden en crear un mayorazgo propio para transmitir a sus herederos.
Al ser residente habitual de Llerena obtuvo para la población  licencia para celebrar las ferias de San Mateo el 21 de septiembre, construyó la capilla de la Trinidad en la iglesia de la Granada, los bastimentos y terminó el edificio destinado a Casa Maestral o el convento de Santa Elena.

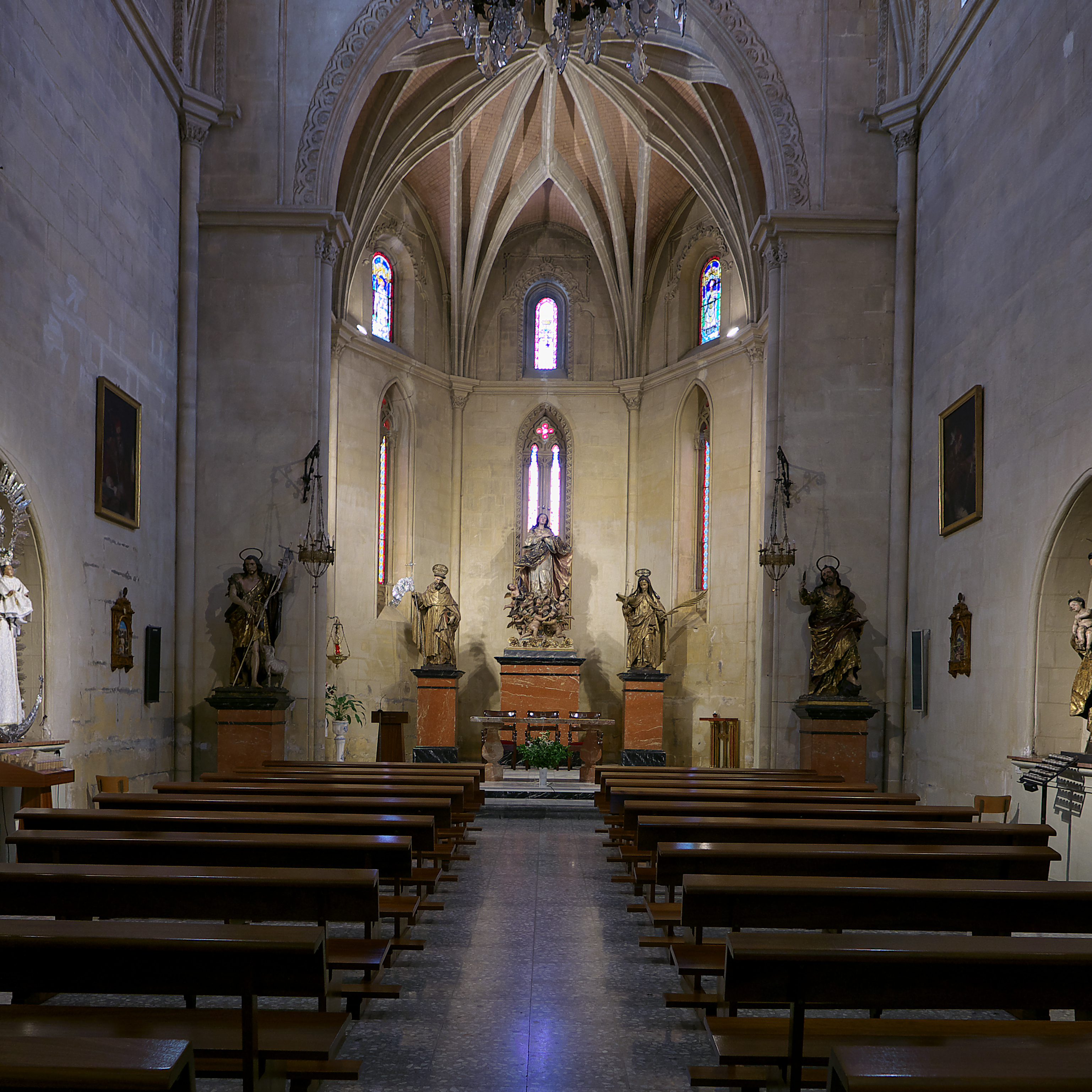
Iglesia del Convento de la Asunción (Sevilla)

En 1394, el rey, le concedió los lugares de Feria, Zafra y La Parra, aunque lo hizo a nombre de su hijo Gómez, señoríos que incrementó mediante numerosas adquisiciones de tierras, vinculando todas sus propiedades al mayorazgo que instituyó a favor de su primogénito. También estableció importantes alianzas matrimoniales para sus hijos con una doble capitulación matrimonial entre los primogénitos e hijas de su casa y de la poderosa Casa de Mendoza.
En la torre del homenaje del castillo de Estepa (Sevilla) se encuentra la siguiente inscripción: «Esta torre mando facer Lorenzo Suárez de Figueroa, Maestre de Santiago. Quien quiera saber lo que costó, faga otra como ella y saberlo ha».

## Semblanza
Los comendadores santiaguistas lo describían como:

Grande de cuerpo, algo robusto y recio y bien complisionado, gran trabajador en todas las cosas que había que facer, nunca estaba ocioso ni posponió lo de hoy para mañana

## Testamento y muerte

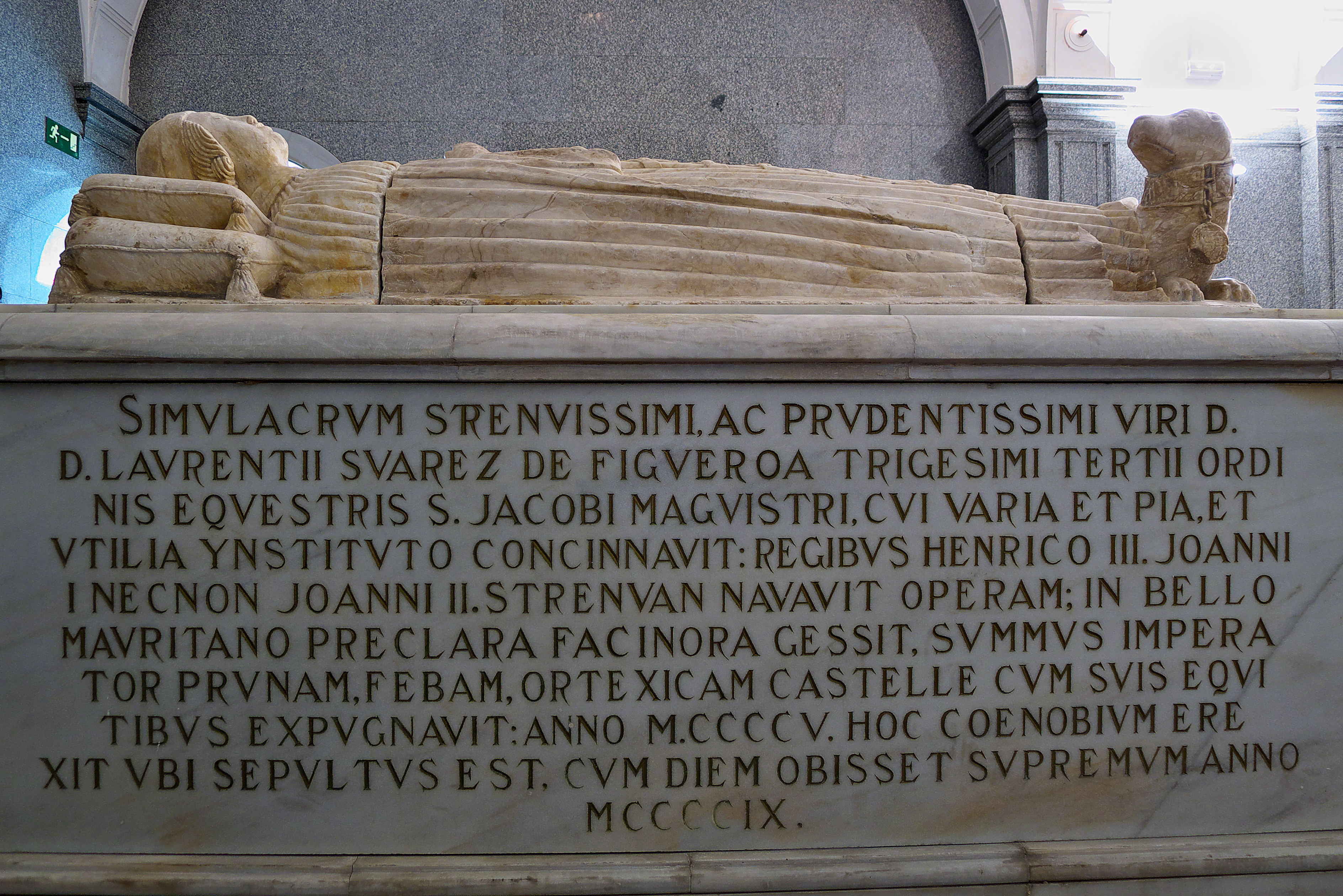
Sepulcro de Lorenzo Suárez de Figueroa, Iglesia de la Anunciación (Sevilla)

El maestre Lorenzo Suárez de Figueroa otorgó testamento el 11 de mayo de 1409, pocos días antes de su muerte en Alhambra, o bien en Ocaña según el cronista Rades. Dejó como heredero legítimo a su primogénito, Gómez. Menciona a todos los hijos que había tenido en sus dos matrimonios, así como varios hijos ilegítimos que tuvo en diferentes mujeres.
Falleció en Ocaña o en Alhambra, provincia de Ciudad Real, y recibió sepultura en el monasterio de Santiago de la Espada de Sevilla que había fundado y cuyos patronos fueron sus herederos. Posteriormente, después de la desamortización de 1840, sus restos mortales fueron trasladados al Panteón de Sevillanos Ilustres en la Iglesia de la Anunciación (Sevilla).

## Matrimonios y descendencia
Contrajo dos matrimonios. El primero alrededor de 1370 con Isabel Messía Carrillo, hija de Gonzalo Mexías, maestre de la Orden de Santiago, y de su esposa Elvira de Guzmán. De este matrimonio nacieron:
- Gómez I Suárez de Figueroa (m. 1429), I señor de Feria,[13] esposo de Elvira Laso de Mendoza, señora de Vega de Doña Olimpa,[13] hija de Diego Hurtado de Mendoza[14] y de Leonor de la Vega;
- Lorenzo Suárez de Figueroa (m. 1416),[13] obispo de Badajoz;
- María de Figueroa, esposa de Garci Méndez de Sotomayor Madruga, VI señor del Carpio[13] y de Pinilla;
- Beatriz Suárez de Figueroa, casada con Garci Fernández de Guzmán, II señor de Villagarcía;[13]
- Isabel de Figueroa, quien contrajo matrimonio con Gonzalo Fernández de Córdoba,[13] hijo Alfonso Fernández de Córdoba, II señor de Aguilar, y de Teresa Venegas;
- Leonor de Figueroa, casada con Juan Vargas, señor de La Higuera;[13] y
- Mencía de Figueroa (m. 1389), casada con Alfonso Pérez de Guzmán y Castilla,[15] II señor de Ayamonte, Lepe y La Redondela, hijo del I conde de Niebla;

El maestre contrajo un segundo matrimonio entre 14 de agosto de 1385 y 1390 con María de Orozco (m. antes de 1399), III señora de Santa Olalla, hija de Íñigo López de Orozco y de su esposa Marina García de Meneses. Fueron padres de: 
- Teresa de Orozco, señora de Escamilla,[13] casó en 1405, en Llerena, con Enrique de Guzmán, II conde de Niebla.[17]
- Catalina Suárez de Figueroa, señora de Torija,[13] esposa de Íñigo López de Mendoza, I marqués de Santillana;[18][15]
- María de Figueroa y Orozco, señora de Tamajón,[13] esposa de Pedro López Dávalos, hijo de Ruy López Dávalos, condestable de Castilla.[15]

Los hijos ilegítimos mencionados en su testamento son:
- María, «la hija que vino de Murcia», a quien deja una manda para que sea puesta en el convento de Santa Clara en Sevilla u otro en la misma ciudad que sea de clausura para que ahí se críe.
- Mencía y Leonor, ambas tenidas en Violante Messía según declara en su última voluntad.
- Gómez Suárez de Figueroa, llamado igual que su hermano legítimo, tenido en María, a quien hace tutor de la hija ilegítima Leonor. A su madre, María, deja una manda para su casamiento.